# Кача (аэродром)
Кача (Kacha) — государственный военный аэродром в Крыму, в городской черте Севастополя на северной окраине города, расстояние от центра города около 23 км. Старейший действующий аэродром на территории России, который функционирует с 1912 года и по настоящее время. Изначально создавался для обучения курсантов при Офицерской школе авиации на реке Кача (Севастопольская школа морских лётчиков, будущее Качинское высшее военное авиационное училище лётчиков). В настоящее время аэродром принадлежит Черноморскому флоту РФ, эксплуатант аэродрома — 318-й отдельный смешанный авиационный полк Черноморского флота РФ, на аэродроме базируются самолёты Ан-26, Бе-12, а также вертолеты Ка-27.

## Данные аэродрома[4]
Наименование — Севастополь (Кача)
- Индекс ЬРФА / XRFA
- Позывной (Старт 124.0 МГц) — «Беговой»
- ВПП основная 03L/21R
  - Ширина 40 м
  - Длина 2000 м
  - Превышение — 48 м
  - МПУ 024°/204°
  - ИПУ 031°/211°
  - Покрытие — твёрдое (бетон)
  - Освещение — по запросу
- Резервная ВПП 03R/21L — грунт 2005×38 м
- регламент работы аэродрома — не разглашается

## История
В 1910 году в Севастополе была открыта первая в России школа военных лётчиков. Школа была сформирована в Петрограде, но местные метеорологические условия сильно ограничивали полёты, поэтому было принято решение о переводе школы в более благоприятное по климату место. Торжественное открытие школы состоялось 24 ноября 1910 г.
Первый сухопутный аэродром находился на Куликовом поле, недалеко от панорамы «Оборона Севастополя», в то время это была грунтовая площадка на территории лагеря 13-й пехотной дивизии, с трёх сторон ограниченная строениями, а с четвёртой находился овраг. То есть расположение аэродрома было выбрано крайне неудачно, поэтому было решено перенести аэродром и школу за окраину города. Специальная комиссия во главе с Великим князем Александром Михайловичем подобрала площадку в 20 верстах севернее города. Государственная Дума выделила на обустройство школы 1050000 рублей, на которые был куплен участок земли площадью 657 десятин 550 саженей со сторонами почти правильного квадрата 1200—1500 саженей. Здесь же был основан лагерь (хутор) Александро-Михайловский, названный в честь шефа авиации России Великого князя Александра Михайловича и положивший начало ПГТ Кача. Ещё двадцать десятин были подарены богатым соседом-землевладельцем.
В спешном порядке было подготовлено лётное поле и возведены временные строения, и уже с первого марта 1912 года 27 курсантов приступили к занятиям. К осени 1913 года торжественно сданы:
- в аэродромной зоне: 10 ангаров для самолётов, два склада бензина, мастерская, биологическая станция, сигнальные мачты.
- в казарменно-жилой зоне, на берегу моря, возведены: гараж, мастерская, пожарный обоз, сарай для топлива, баня-прачечная, две кухни-столовые, три двухэтажные казармы для солдат, помещение для переменного состава (учлетов), ледник, канцелярия, околоток, электростанция на два агрегата, насосная станция, водонапорная башня, помещение для отдыха офицеров — биллиардная.

Для спуска к морю имелась лестница, па обрывистом морском берегу — красивая беседка. В этой зоне посажен фруктово-декоративный сад, где оборудованы аллеи с твердым ракушечным покрытием, разбиты клумбы, на которых выращивались цветы. Внутри городка проложены дороги и тротуары с бетонно-асфальтовым и плиточным покрытием, электрическим освещением. Позже построено капитальное двухэтажное главное здание с вышкой и санчасть.
Уже в 1915 году, в связи с войной, подготовка лётчиков расширялось, а для обеспечения учебного процесса построены ещё две лётные площадки в окрестностях города Севастополя (одна из них — это современный аэродром Бельбек).
Во время гражданской войны деятельность школы была прекращена, здания и сооружения подверглись разграблению.
В 1922 году заново сформирована Лётная школа № 1 с размещением в Каче, в период 1923—1936 гг.. проведены восстановительные работы и строительство новых объектов.
С началом Великой Отечественной войны Качинская лётная школа была переведена на Краснокутский аэроузел в Саратовской области. На Качинском аэроузле дислоцировалась истребительная авиация ВВС ЧФ, в частности, 8-й истребительный авиационный полк пятиэскадрильного состава, на вооружении полка И-16, И-15бис, И-153. Свои первые боевые вылеты в начинавшейся войне выполнили ночью 22 июня с аэродрома Кача истребители И-16 1-й АЭ, под командованием капитана Демченко. До середины сентября полк осуществлял вылеты на прикрытие ВМБ Севастополь, До 13 сентября 3-я АЭ полка базировалась на аэродром Кача.
Также на начало войны на аэродроме размещалась 1-я эскадрилья 32-го истребительного авиационного полка. В связи с тяжёлой обстановкой осенью 1941 года полк был отведён в глубь территории (на аэродром Херсонес), затем на Кавказ.
С 25 сентября на аэродроме базировался 103-й штурмовой авиационный полк на Ил-2, участвующий в Крымской оборонительной операции.
За мужество и героизм, проявленные при обороне Севастополя, 8-й истребительный авиационный полк Черноморского флота переименован в 6-й гвардейский Севастопольский дважды Краснознамённый истребительный авиаполк.
С окончанием войны возвращение училища в Качу не произошло, было сформировано «Краснокутское лётное училище гражданской авиации».
На аэродроме Кача базировалась истребительная авиация Черноморского флота. По состоянию на 1 сентября 1948 года на аэродроме Кача базировалось управление 4-й истребительной авиационной дивизии Черноморского флота, 6-й гв. ИАП, вооруженный истребителями Р-40 «Киттихок» и Р-63 «Кингкобра» и 39-я отдельная авиационная эскадрилья ночных истребителей (ОАЭ НИ) на самолётах А-20 «Бостон» и Р-39 «Аэрокобра». В 1948 году 39-я эскадрилья убыла на Балтийский флот. Весной 1950 года на аэродроме был сформирован новый 661-й истребительный авиационный полк. По состоянию на 1 января 1954 года в состав 4-й ИАД входили: 6-й гв. ИАП и 241-й ИАП, базировавшиеся на аэродроме Кача, а также 661-й ИАП на аэродроме Песчаное, на вооружении полков дивизии были истребители МиГ-15, в середине 50-х годов началось перевооружение на МиГ-17.
27 марта 1960 года, в рамках «дальнейшего значительного сокращения ВС СССР», оба истребительных полка на аэродроме Кача, как и управление 4-й истребительной авиационной дивизии ВВС ЧФ, были расформированы. Часть личного состава была направлена на доукомплектование 853-го отдельного вертолётного полка (ОАПВ) авиации ЧФ, но уже осенью этого года полк был переформирован в противолодочную вертолётную эскадрилью (303-ю ОВЭ ПЛО).
В сентябре 1961 года 872-й ОАПВ переименуется в 872-й ОПЛВП БД, с перебазированием на аэродром Кача, и на его укомплектование обращается 303-я ОВЭ ПЛО. 872-й вертолётный полк — это первая в составе ВМФ вертолётная часть, которая была сформирована в рамках эксперимента ещё в марте 1952 года в г. Севастополе как 220-й отдельный отряд вертолётов Ка-10. Так аэродром в Каче полностью сменил специализацию.
В сентябре 1969 года на базе 3-й авиационной эскадрильи 872-го ОКПЛВП в Авиации ЧФ формируется ещё один вертолётный полк — 78-й ОКПЛВП. Это было связано с расширением круга задач ВМФ СССР по присутствию в океанской зоне и вводу в строй новых противолодочных крейсеров «Москва» и «Ленинград». После формирования полк убыл к постоянному месту дислокации на аэродром Донузлав.
При распаде СССР согласно соглашению между правительствами России и Украины от 27.05.1998 года, украинской стороне, в том числе, были переданы следующие противолодочные самолёты и вертолёты: 10 Бе-12, 18 Ка-25 и 20 Ми-14. Полк в Донузлаве был расформирован и частью был переведён в Качу, где на остатках местного полка сформирована 327-я отдельная противолодочная эскадрилья. В сентябре 1996 года 327-я ОПЛАЭ и 917-й ОТАП ВВС ЧФ переформируются в новый смешанный авиационный полк, который получает номер и награды ранее расформированного 318-го ОПЛАП. На вооружение полка, помимо вертолётов, поступают противолодочные самолёты Бе-12 и транспортные Ан-26. Задачи полка дополняются грузовыми и пассажирскими перевозками в интересах ЧФ.
В сентябре 1997 года 872-й ОКПЛВП в Каче был переформирован в 61-ю ОКПЛВЭ, но уже в мае 1998 года эта эскадрилья, совместно с 863-й ОПЛВЭ, была обращена на формирование нового 25-го ОКПЛВП. Его эскадрильи базировались на аэродромах Кача и Витязево. Соблюдая международные договоренности, в последующие 10 лет структура авиации ЧФ и, в частности, оргштатное расписание на аэродроме Кача оставались неизменными (структуру и место дислокации воинских частей ЧФ было запрещено изменять в одностороннем порядке).
В середине 2009 года, в ходе развернувшийся кампании по переходу ВС РФ на новый «перспективный облик», 318-й ОСАП и 25-й ОКПЛВП были обращены на формирование 7057-й Констанцской Краснознамённой авиационной базы МА ЧФ.
В июне 2014 года имевшаяся в составе ЧФ 7057-я авиабаза морской авиации была переформирована обратно в два авиационных полка, которым вернули прежние названия и почётные титулы. На аэродроме Кача базируется 318-й отдельный смешанный авиационный полк ВМФ на самолётах Ан-26, Бе-12 и вертолётах Ка-27. 27 апреля 2019 года полк отметил свой столетний юбилей.

### 859-й учебный центр Морской Авиации
В связи с экспортом советских вертолётов за рубеж, возникла проблема по подготовке и переподготовке экипажей вертолётов — стран, эксплуатирующих советскую винтокрылую технику. Первоначально проблема решалась обучением курсантов (слушателей) на базе вертолётного полка в Каче, затем было решено сформировать учебное заведение.
01.07.1981 года в поселке Кача был сформирован 859-й учебный центр Морской Авиации — войсковая часть 49371. Часть центрального подчинения, предназначенная для подготовки как наших, так и иностранных морских вертолетчиков. День части определён 1 июля. Штатом предусматривалось одновременное обучение до 100 слушателей.
В штат центра Морской Авиации, помимо учебного отдела, курса и подразделений обеспечения, входила учебная вертолетная эскадрилья. Подготовка специалистов осуществлялась на вертолетах Ми-14, Ка-27, Ка-28. Вертолётов Ка-25 в штате эскадрильи не было, их при необходимости заимствовали на аэродроме Донузлав.
За годы своего существования 859-й Центр обеспечил подготовку более тысячи вертолетчиков из 15 стран мира, в том числе Индонезии, Болгарии, Кубы, Ливии, Сирии, Эфиопии, Югославии, Индии, Китая и Вьетнама. Кроме того, в нём проходил подготовку летный и технический состав вертолетных частей Морской Авиации.
В конце 2009 года 859-й УЦ МА ЧФ был обращен на формирование 859-го ЦБП и ПЛС МА ВМФ в г. Ейск.

## Происшествия
- 18 апреля 1911 года. Катастрофа самолёта Блерио, аэродром Кача (Севастополь), лётчик-инструктор штабс-капитан Б. В. Матыевич-Мацеевич. При возвращении на аэродром вылета самолёт потерял управление и столкнулся с землёй южнее горы Рудольфа в районе хутора Воитковский, Крым, 2 человека погибли. Причина — лётное происшествие произошло из-за сильного порыва ветра. Лётчик при заходе на посадку выключил двигатель, как было принято по методике, и планировал в точку выравнивания. Порыв ветра спровоцировал резкое увеличение угла атаки с последующим входом в штопор из-за потери скорости. Высота при этом была около 50 м. Самолёт столкнулся с каменной стеной и разрушился. Лётчик-инструктор погиб на месте, ударившись головой о стену. Второй погибший — его родной брат, мичман с миноносца «Мощный», скончался через несколько часов по дороге в больницу. Это была первая катастрофа в Качинской авиашколе лётчиков и вторая в стране.